# 三星Galaxy S24
三星Galaxy S24（英語：Samsung Galaxy S24）是一款由韓國三星電子設計、生產、銷售和製造的智慧型手機系列產品，且基於Android的高端智能手機系列，是三星Galaxy S系列的第15代，該系列為三星Galaxy S23系列的繼承產品。於2024年1月17日在美國加利福尼亞州聖荷西的2024 Galaxy Unpacked活動上發布，同時發布了Galaxy AI，並於2024年1月31日上市。另外Galaxy S24 FE則於2024年9月26日發布，並於2024年10月3日上市。

## 設計
三星Galaxy S24系列與Galaxy S23系列外觀幾乎相同，全系均為Infinity-O極限螢幕，挖孔內具有前置鏡頭，底部喇叭開孔採用和Galaxy S9系列相同的長條形設計，而非大多數機型的柵欄式設計。三星Galaxy S24、S24+、以及S24 FE的機身使用Armor鋁合金2.0，而三星Galaxy S24 Ultra將1000萬像素的10倍潛望式鏡頭改為5000萬像素的5倍潛望式鏡頭，捨棄了自Galaxy S6 Edge以來的曲面螢幕（正面與側邊框之過渡區域仍為曲面，僅將螢幕部分脫離過渡區域）並使用與iPhone 15 Pro系列同樣的鈦合金機身。
三星Galaxy S24和S24+有鈷藤紫、琥珀黃、玄武黑、雲岩灰、晶石藍、貓眼綠與砂岩橙共7種顏色可供選擇，其中晶石藍、貓眼綠與砂岩橙僅通過三星線上商城獨家提供。而三星Galaxy S24 Ultra雖然使用相同的色系，但因採用鈦合金機身，顏色的前綴均改為「鈦」，且色澤略有不同（包含標準顏色的鈦灰、鈦黑、鈦紫、鈦黃，以及線上商城獨家提供的鈦藍、鈦綠與鈦橙），並且自此代開始臺灣市場正式導入所有的線上商城限定色。另外三星Galaxy S24 FE則有夢境藍、微醺灰、迷漾綠、黑色、黃色共5種顏色可供選擇。
| Galaxy S24 | Galaxy S24 | Galaxy S24 | Galaxy S24+ | Galaxy S24+ | Galaxy S24+ | Galaxy S24 Ultra | Galaxy S24 Ultra | Galaxy S24 Ultra | Galaxy S24 FE | Galaxy S24 FE | Galaxy S24 FE |
| 顔色       | 名稱       | 官網獨家   | 顔色        | 名稱        | 官網獨家    | 顔色             | 名稱             | 官網獨家         | 顔色          | 名稱          | 官網獨家      |
|            | 玄武黑     | 否         |             | 玄武黑      | 否          |                  | 鈦黑             | 否               |               | 黑色          | 否            |
|            | 雲岩灰     | 否         |             | 雲岩灰      | 否          |                  | 鈦灰             | 否               |               | 微醺灰        | 否            |
|            | 琥珀黃     | 否         |             | 琥珀黃      | 否          |                  | 鈦黃             | 否               |               | 黃色          | 否            |
|            | 鈷藤紫     | 否         |             | 鈷藤紫      | 否          |                  | 鈦紫配鈦灰框     | 否               |               | 夢境藍        | 否            |
|            | 貓眼綠     | 是         |             | 貓眼綠      | 是          |                  | 鈦綠配鈦黑框     | 是               |               | 迷漾綠        | 否            |
|            | 晶石藍     | 是         |             | 晶石藍      | 是          |                  | 鈦藍配鈦黑框     | 是               |               |               |               |
|            | 砂岩橙     | 是         |             | 砂岩橙      | 是          |                  | 鈦橙配鈦灰框     | 是               |               |               |               |

## 規格

### 硬體

#### 處理器
三星Galaxy S24和S24+在美國、中國和澳大利亞配備高通驍龍8 Gen 3 for Galaxy處理器，而包括韓國在內的其他地區配備三星Exynos 2400處理器；三星Galaxy S24 Ultra則在每個市場均配備高通驍龍8 Gen 3 for Galaxy處理器；另外三星Galaxy S24 FE在每個市場均配備三星Exynos 2400e處理器（為Exynos 2400之降頻版）。

### 顯示
三星Galaxy S24系列均配備「動態 LTPO AMOLED 2X」顯示幕、具有1~120Hz可變更新率、2600尼特的峰值亮度（S24 FE為1900尼特），支援HDR10+和「動態色調映射」技術。所有型號均使用超聲波螢幕下指紋感測器。在螢幕材質上，Galaxy S24和S24+仍採用前代的康宁大猩猩玻璃Victus2面板（Galaxy S24 FE則是康寧大猩猩玻璃Victus+面板），而Galaxy S24 Ultra則採用新的康寧大猩猩玻璃Armor面板，三星聲稱這種新玻璃的反射率比其他手機低75%。
| 機型      | 螢幕尺寸          | 解析度    | 像素密度 | 螢幕比例 | 螢幕最高更新率 | 可變更新率範圍 | 螢幕型態     |
| --------- | ----------------- | --------- | -------- | -------- | -------------- | -------------- | ------------ |
| S24       | 6.2英寸（157 mm） | 2340×1080 | ~416 ppi | 19.5:9   | 120 Hz         | 1 Hz to 120 Hz | 圓角平面螢幕 |
| S24+      | 6.7英寸（170 mm） | 3120×1440 | ~513 ppi | 19.5:9   | 120 Hz         | 1 Hz to 120 Hz | 圓角平面螢幕 |
| S24 Ultra | 6.8英寸（173 mm） | 3120×1440 | ~505 ppi | 19.5:9   | 120 Hz         | 1 Hz to 120 Hz | 直角平面螢幕 |

### 相機模組
| 機型       | 機型 | Galaxy S24 & S24+                                          | Galaxy S24 Ultra                                                     | Galaxy S24 FE                                              |
| ---------- | ---- | ---------------------------------------------------------- | -------------------------------------------------------------------- | ---------------------------------------------------------- |
| 廣角       | 規格 | 50 MP, f/1.8, 23 mm, 1/1.56", Dual Pixel PDAF, OIS         | 200 MP, f/1.7, 23 mm, 1/1.3", PDAF, Laser AF, OIS                    | 50 MP, f/1.8, 23 mm, 1/1.56", Dual Pixel PDAF, OIS         |
| 超廣角     | 規格 | 12 MP, f/2.2, 13 mm, 1/2.55", Dual Pixel PDAF on S24 Ultra | 12 MP, f/2.2, 13 mm, 1/2.55", Dual Pixel PDAF on S24 Ultra           | 12 MP, f/2.2, 13 mm, 1/2.55", Dual Pixel PDAF on S24 Ultra |
| 遠攝       | 規格 | 10 MP, f/2.4, 70 mm, 1/3.94", PDAF, OIS, 3x optical zoom   | 10 MP, f/2.4, 70 mm, 1/3.52", Dual Pixel PDAF, OIS, 3x optical zoom  | 8 MP, f/2.4, 70 mm, 1/3.94", PDAF, OIS, 3x optical zoom    |
| 潛望式遠攝 | 規格 | N/A                                                        | 50 MP, f/3.4, 115 mm, 1/3.52", Dual Pixel PDAF, OIS, 5x optical zoom | N/A                                                        |
| 前置鏡頭   | 規格 | 12 MP, f/2.2, 25 mm, PDAF                                  | 12 MP, f/2.2, 25 mm, PDAF                                            | 10 MP, f/2.4, 25 mm                                        |

三星Galaxy S24和S24+有一個50MP廣角傳感器、一個10MP遠攝傳感器和一個12MP超廣角傳感器。
三星Galaxy S24 Ultra有一個200MP廣角傳感器、一個10MP遠攝傳感器、一個50MP潛望式遠攝傳感器和一個12MP超廣角傳感器。
三星Galaxy S24 FE有一個50MP廣角傳感器、一個8MP遠攝傳感器和一個12MP超廣角傳感器。
前置鏡頭除了S24 FE為10MP傳感器以外，其餘型號上均使用12MP傳感器

### 連接
三星Galaxy S24、S24+和S24 FE支援5G SA/NSA/Sub6、Wi-Fi 6E和藍牙 5.3。而三星Galaxy S24 Ultra還支援Wi-Fi 7。

### 電池
三星GalaxyS24、S24+、S24 Ultra、和S24 FE分別包含不可拆卸的4000mAh、4900mAh、5000mAh和4700mAh鋰離子聚合物電池。
S24和S24 FE支持通過USB-C以高達25W的功率進行有線充電（使用 USB Power Delivery），而S24+和S24 Ultra的充電速度更快，可達45W。
所有產品均具有高達15W的Qi感應充電功能。

### 軟體
三星Galaxy S24系列出廠搭載的作業系統為基於Android 14的One UI 6.1，目前可更新至基於Android 15的One UI 7.0。
三星已承諾提供7年的主要Android操作系統和安全性更新，與Google Pixel 8系列看齊。

## Galaxy AI
Galaxy AI是由三星電子開發的人工智慧功能，以三星自家的Samsung Gauss生成式AI為基礎，首次於Galaxy S24系列搭載，目前僅開放Galaxy S系列和Galaxy Z系列可使用（需更新至One UI 6.1以上），部份功能必須登入三星帳號並允許線上作業才能使用。
「通話即時翻譯」（Live Translate）功能允許用戶在無需倚賴第三方應用程式下透過手機通話實現雙向的即時語音和文字翻譯。
「翻譯助理」（Interpreter）和「訊息即時翻譯智慧助理」（Chat Assist）提供了在面對面和訊息交流中的簡便工具。
「筆記智慧助理」（Note Assist）和「語音轉文字智慧助理」（Transcript Assist）使用戶能夠管理和翻譯內容。
與Google合作推出的「搜尋圈」（Circle to Search）功能提供了支援直覺手勢驅動的搜尋功能，方便用戶更便捷地獲取實用信息。
然而，馬來西亞科技媒體Zing Gadget發現，這項AI功能可能不會持續免費提供給用戶，而可能在2025年底開始收費。
此外，在美國和澳洲的Samsung Galaxy AI新聞稿中，有提到「Galaxy AI功能將在 2025 年底前在受支援的三星Galaxy裝置上免費提供。第三方提供的AI功能可能適用不同的條款。」雖然這並未直接表示用戶需要在2025年開始付費; 但媒體推測，三星可能在之後加入收費條款。